# 1882-83球季英格蘭足總盃
1882-83球季英格蘭足總盃（英語：1882-83 FA Cup），是第12屆英格蘭足總盃，今屆賽事的冠軍是布力般奧林匹克，他們在決賽以2:1 (加時)擊敗老伊頓人，奪得冠軍。本屆賽事繼續在橢圓體育場舉行。
奧林匹克隊贏得他們隊史唯一一次足總盃冠軍。

## 外部連結
- 英格蘭足總盃官網Archive-It的存檔，存档日期2012-04-24
- 英格蘭足總盃 歷屆冠軍（页面存档备份，存于）